# أندرو كوسبي
أندرو كوسبي (بالإنجليزية: Andrew Cosby)‏ هو مؤلف كتب مصورة ومنتج أفلام وكاتب سيناريو أمريكي. وهو المؤسس المشارك لمسلسل ساي فاي التلفزيوني يوريكا ، والمؤسس المشارك لـ استديوهات بووم.